# Борис Мисирков (фотограф)
Борис Борисов Мисирков е български фотограф, кинооператор и продуцент, съосновател на Българското фотографско сдружение.

## Биография
Роден е на 8 февруари 1971 г. в София. Правнук е на публициста Кръсте Мисирков и син на известния преводач от руски език Борис Мисирков. Завършва Националната гимназия за древни езици и култури през 1990 г. и Националната академия за театрално и филмово изкуство през 1996 г. През 1996-1997 година специализира във филмовия център FABRICA на Оливеро Тоскани в Тревизо, Италия. През 1998 г. заедно с Георги Богданов създават „Продуцентска компания АГИТПРОП“, съоснователи са на Българското фотографско сдружение..
Борис Мисирков е оператор на филмите „Георги и пеперудите“, „Проблемът с комарите и други истории“ и „Коридор №8“, с които печели редица международни награди.

## Филмография
Като оператор
- Татко снима мръсни филми (2011)
- Перхе (2009)
- See You at the Eiffel Tower (2008)
- 2000: Документална фантастика (2008)
- Проблемът с комарите и други истории (2007) с Георги Богданов, режисьор Андрей Паунов, сценарий Лилия Топузова и Андрей Паунов
- Георги и пеперудите (2004)
- Историята на Олга (2004)
- Пясъчен часовник (тв, 1999)
- Reel Mix (1996)

Като режисьор
- Коридор №8 (2008)
- Колите, с които нахлухме в капитализма (2021)

Като сценарист
- Коридор №8 (2008)

Като изпълнителен продуцент
- Денят на бащата (2019)

Като актьор
- Малко късмет за по-късно (2017) - фотограф